# Ибелин (замок)
Ибелин являлся замком крестоносцев, в Латинском королевстве Иерусалим, в городе Ибелин, позже известном как Ибна. В настоящее время замок бы располагался к юго-востоку от современного израильского города Явне. От Ибелин осталось очень мало, но его руины были расположены в центре Ибны, сегодня известном как "Тель-Явне".